# Mecosaspis pyritosa
Mecosaspis pyritosa är en skalbaggsart som beskrevs av Aurivillius 1920. Mecosaspis pyritosa ingår i släktet Mecosaspis och familjen långhorningar. Inga underarter finns listade i Catalogue of Life.